# Distretto di Aïn El Hammam
Il distretto di Aïn El Hammam è un distretto della provincia di Tizi Ouzou, in Algeria.

## Comuni
Il distretto di Ain El Hammam comprende 4 comuni:
- Aïn El Hammam
- Abi Youcef
- Aït Yahia
- Akbil